# ジャガー (ロケット)
ジャガー（Jaguar）はイギリスの試験用ロケット。
HRV（Hypersonic Research Vehicle）計画の一環としてRAEの超音速部門が開発した。これは高速大気圏再突入試験のためのオーストラリアのWRE（Weapons Research Establishment）との共同プロジェクトだった。いくつかのバージョンが存在する。
1970年4月にHRV計画は終了したが、実験は他の航空熱力学実験と共にジャビル3（Jabiru 3）を使用して1974年11月まで続けられた。最初の発射だけがAberporthで行われ、それ以降はウーメラ試験場で行われた。

## データ
- 初発射: 1960-08-17
- 最終発射: 1974-11-20
- 発射回数: 28
- バージョン
  - Jaguar 1（1960-1964）
  - Jaguar 2（1964-1966）
  - Jabiru 2（1967-1970）
  - Jabiru 3（1971-1974）